# SN 1997cj
SN 1997cj – supernowa typu Ia odkryta 29 kwietnia 1997 roku w galaktyce A123704+6226. W momencie odkrycia miała maksymalną jasność 22,80m.